# Avanduse (plaats)
Avanduse is een plaats in de Estlandse gemeente Väike-Maarja in de provincie Lääne-Virumaa. De plaats heeft 86 inwoners (2021) en heeft de status van dorp (Estisch: küla).
De in 2005 opgeheven gemeente Avanduse ontleende haar naam aan het dorp, maar de hoofdplaats was niet Avanduse, maar Simuna.

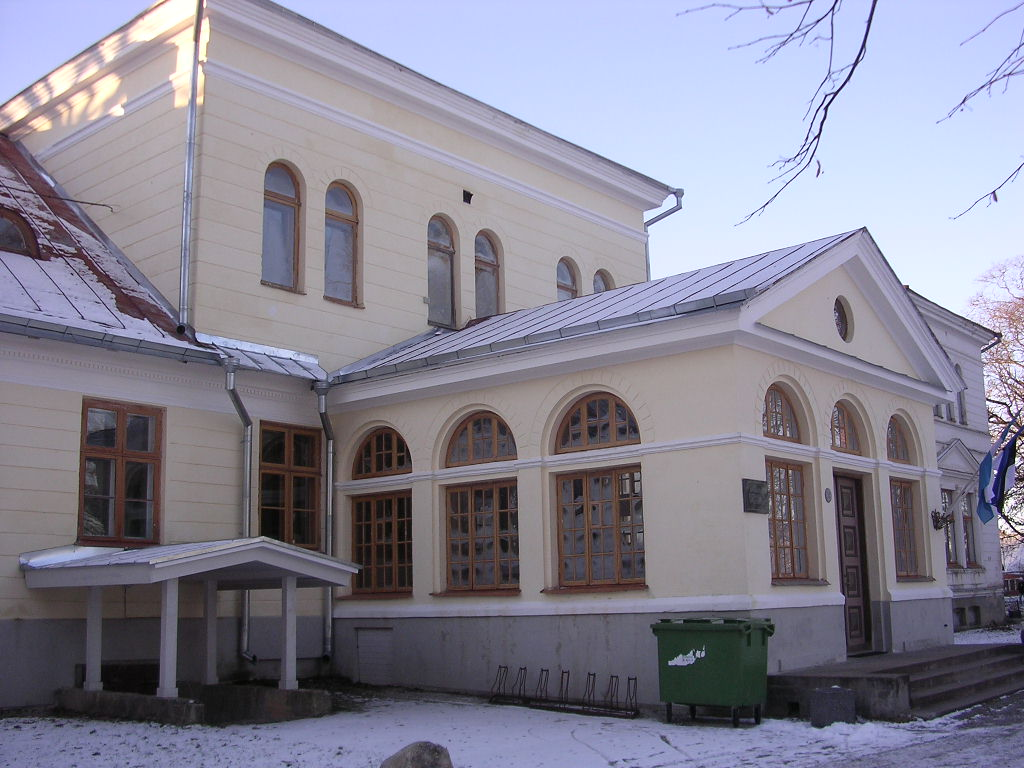
Het hoofdgebouw van het landgoed Avanduse